# Teser
Teser est un cultivar de pommier domestique.
Nom botanique: Malus domestica Borkh Teser
Synonyme: TSR29

## Fruit
- Utilisation: pomme à couteau
- Calibre: moyen
- Peau: jaune-rouge
- Chair: juteuse et aromatique

## Origine et historique
États-Unis 1944.
Variété mise en avant depuis 2010 en Allemagne.

## Parenté
Pedigree:

## Pollinisation
Variété diploïde.
- Groupe de floraison: B.
- Pollinisation par: Florina, James Grieve

## Culture
Maturité: mi-septembre
Conservation: jusque mi-décembre
Maladies:
- Tavelure: résistante.